# トムタラカニ公
トムタラカニ公（トムトロカン公）（ロシア語: князь тмутараканский (князь Тмутороканский) ）はタマン半島に成立したトムタラカニ公国の君主の称号である（「公」はクニャージからの訳出による）。公・公国の名は、その中心都市だったトムタラカニ（トムトロカン）による。

## トムタラカニ公の一覧
- ムスチスラフ・ウラジミロヴィチ(ru) - 在位：988 / 1010年 - 1036年
- スヴャトスラフ・ヤロスラヴィチ - 在位：? - 1064年
- グレプ・スヴャトスラヴィチ - 在位：1064年[1]
- ロスチスラフ・ウラジミロヴィチ - 在位：1064年 - 1065年[2]
- グレプ・スヴャトスラヴィチ - 在位：1068年[1]（再任）
- ロマン・スヴャトスラヴィチ - 在位：1073年[3] / 1077年[4] - 1079年
- ダヴィド・イーゴレヴィチ - 在位：1081年[5] - 1083年
- ヴォロダリ・ロスチスラヴィチ - 在位：1081年 - 1083年[要出典]
- オレグ・スヴャトスラヴィチ - 在位：1083年 - 1094年[6]

11世紀末から12世紀初めに、ポロヴェツ族の興隆によりルーシ本土との接続が絶たれて公国が消滅。